# Женская сборная ветеранов Эстонии по кёрлингу
Женская сборная ветеранов Эстонии по кёрлингу — национальная женская сборная команда, составленная из игроков возраста 50 лет и старше. Представляет Эстонию на международных соревнованиях по кёрлингу. Управляющей организацией выступает Ассоциация кёрлинга Эстонии (эст. Eesti Curlinguliit, англ. Estonian Curling Association).

## Результаты выступлений

### Чемпионаты мира
| Год     | Место          | И              | В              | П              | Состав (скипы выделены шрифтом) | Состав (скипы выделены шрифтом) | Состав (скипы выделены шрифтом) | Состав (скипы выделены шрифтом) | Состав (скипы выделены шрифтом) | Состав (скипы выделены шрифтом) |                |
| Год     | Место          | И              | В              | П              | четвёртый                       | третий                          | второй                          | первый                          | запасной                        | тренер                          |                |
| ------- | -------------- | -------------- | -------------- | -------------- | ------------------------------- | ------------------------------- | ------------------------------- | ------------------------------- | ------------------------------- | ------------------------------- | -------------- |
| 2002—23 | не участвовали | не участвовали | не участвовали | не участвовали | не участвовали                  | не участвовали                  | не участвовали                  | не участвовали                  | не участвовали                  | не участвовали                  | не участвовали |
| 2024    | 16             | 5              | 0              | 5              | Margit Peebo                    | Kuellike Ustav                  | Kai Tomingas                    | Katrin Kaare                    |                                 | Лийса Турман                    |                |

(данные с сайта результатов и статистики ВФК: )